# Schwarze Scharen
Die Schwarzen Scharen waren Widerstandsgruppen von anarchistischen und anarchosyndikalistischen Jugendlichen und jungen Erwachsenen in den letzten Jahren der Weimarer Republik.

## Geschichte

Titelblatt der Zeitung „Rebellen“, Nr. 1, 1925

In vielen Städten des Deutschen Reichs gab es in den 1920er und 1930er Jahren kleine Gruppen der Jugendorganisation Syndikalistisch-Anarchistische Jugend Deutschlands (SAJD) der Freien Arbeiter-Union Deutschlands (FAUD). Als Schutztruppe gegen die anwachsende nationalsozialistische Bewegung und kommunistische Störaktivitäten hatten sich ab 1929 zumeist mit wenig Waffen und Sprengstoff ausgerüstete lokale klandestine antifaschistische Organisationen gegründet, die schwarze Schar genannt wurden. Sie kleideten sich einheitlich schwarz und waren damit in der syndikalistischen und anarchistischen Bewegung umstritten, da dort der Uniformismus zumeist abgelehnt wurde. Bei älteren Genossen wurden die antifaschistischen Formationen kritisiert, da schwarze Kleidung eine Militarisierung darstelle und der Straßenkampf einen Rückfall in überwundene Formen des politischen Terrorismus des 19. Jahrhunderts bedeuten könne.
Die Schwarzen Scharen waren über einige Jahre in der Lage, Übergriffe der Nazis auf Versammlungen und in Arbeitervierteln zu verhindern. „Überall ist die S.[chwarze] S.[char] nicht nur stärker als die FAUD, sondern auch stärker als die kommunistische Arbeiterwehr“ berichtete die FAUD 1930 für das oberschlesische Gebiet und wollte dies fördern. Zu ihren Versammlungen konnten die Schwarzen Scharen dort durchschnittlich 300–400, höchstens 1500 Teilnehmer mobilisieren. Weitere Zentren der Schwarzen Scharen waren das Rheinland, Mitteldeutschland und der Raum Berlin. Gründer waren unter anderem Theodor Bennek, Paul (Max) Czakon, Alfons Pilarski (Oberschlesien), Walter Kaps (Berlin), Willi Paul (Kassel) und Gustav Doster (Darmstadt).
Mit der Machtergreifung 1933 lösten sich die anarchistischen und anarchosyndikalistischen Jugendorganisationen wie die SAJD selbst auf, um einem Verbot und weiteren Verhaftungen der Mitglieder zu entgehen, die teilweise in die Konzentrationslager der Nationalsozialisten eingeliefert worden waren. Die verschont Gebliebenen gingen entweder ins Exil oder formierten zusammen mit älteren Genossen einen Widerstand im Untergrund. Es wurden Mittel für inhaftierte Genossen gesammelt, Treffen mit anderen Städten organisiert, Kurierfahrten erledigt und Fluchthilfe geleistet. Gemeinsam mit linken Jugendgruppen wurden zudem mit einfachen Mitteln Wandparolen gemalt und Flugschriften gedruckt. Im Rheinland deckte die Gestapo um die Jahreswende 1937 den anarchosyndikalistischen Widerstand auf und verhaftete über 100 Personen. Die jungen Erwachsenen wurden in „Schutzhaft“ genommen, gefoltert und die meisten wegen „Vorbereitung zum Hochverrat“ 1937 verurteilt. Einige wurden 1938 wieder freigelassen, um 1939 erneut verhaftet, in Konzentrationslager eingewiesen und misshandelt zu werden. Manche von ihnen starben in Haft. Einige Überlebende wurden 1944 in SS-Sonderformationen gezwungen. Andere waren schon ab 1936 nach Spanien ins Exil gegangen, um dort im spanischen Bürgerkrieg gegen den Faschismus zu kämpfen.
Mit Rebellen gaben die Schwarzen Scharen kurzzeitig eine Zeitschrift heraus.

## Filme
- Umsonst is dat nie – Arbeiterjugend und Nationalsozialismus: Dokumentation bei Youtube zu einer Wuppertaler Gruppe der Schwarzen Scharen zur NS-Zeit

## Ähnliche Gruppierungen
- Edelweißpiraten
- Leipziger Meuten
- Swing-Jugend